# Maserati Karif
Maserati Karif (рус.  Мазера́ти Хариф) — легковой автомобиль класса люкс выпускавшийся итальянской компанией Maserati с 1988 по 1991 год. Названная по имени ветра модель, была создана на укороченном шасси́ автомобиля Biturbo Spyder и изготовлена всего в 221 экземпляре.

## Описание
Модель Karif, представленная на Женевском автосалоне 1988 года была создана для получения истинного удовольствия от вождения. Она оснащалась таким же мощным 2,8-литровым двигателем с двумя турбинами, что устанавливался на автомобиль 228, но базировалась на укороченном шасси́ модели Spyder и поэтому имела необычные пропорции. Уменьшенная на 114 миллиметров колёсная база и большая жёсткость основания кузова с усиленными порогами от Spyder, к которому сверху добавили крышу, позитивно сказались на управляемости модели. Этому также способствовал относительно небольшой вес автомобиля.
Модель имела, как правило, двухцветную окраску, матовые хромированные молдинги и в салоне блистала отделкой из кожи и дерева. Временные задние сиденья можно было убрать, и тогда за спинками образовывалось дополнительное место для багажа. Это делало автомобиль идеальным для длительных путешествий двух персон с максимальным удовольствием.
Более поздние версии автомобиля стали оборудовать каталитическим нейтрализатором, что до 225 л.с. снизило мощность его двигателя.

## Комментарии
1. ↑  Сухая масса автомобиля без технических жидкостей (охлаждающая и тормозная жидкости, моторное  и трансмиссионное масла и т.п.), меньше снаряженной массы.